# Feuerstutzen
Feuerstutzen sind historische Gewehre, die ausschließlich zum sportlichen Scheibenschießen verwendet wurden.
Sie lösten um 1870 das veraltete Perkussionsscheibengewehr ab. Verbreitung fanden sie vor allem im deutschen Sprachraum. Als Systeme wurden im Allgemeinen einschüssige Fall- oder Schwenkblockverschlüsse verwendet, die über den Abzugsbügel gespannt und geöffnet wurden.
Die Schäftung war anatomisch für den in Deutschland verbreiteten Stehendanschlag konzipiert. Als Standardkaliber setzte sich die Patrone 8,15x46R durch, die in der Regel auf 175 Meter geschossen wurde.
Nach dem Ersten Weltkrieg wurde er immer mehr vom Kleinkalibergewehr verdrängt und wird heute nur noch bei historischen Schießveranstaltungen wie dem Oktoberfestschießen in München sowie bei den Schützenvereinen im Österreichischen Salzkammergut verwendet.